# Slowaaks

Verspreiding van het Slowaaks (donkerblauw in meerderheid, lichtblauw als minderheid)

Het Slowaaks (gebruikelijk in Nederland) of Slovaaks (gebruikelijk in België) (slovenčina of slovenský jazyk) is een lid van de West-Slavische taalgroep. Het wordt gesproken door ongeveer zes miljoen mensen, voornamelijk in Slowakije, waar het de officiële taal is. Het wordt geschreven in het Latijnse alfabet en is nauw verwant aan het Tsjechisch en het Pools.

## Alfabet
Het Slowaaks wordt geschreven met het Latijnse alfabet, gebruikmakend van een aantal specifieke diakritische tekens, namelijk de háček (háček,ˇ), het accent aigu (čárka, ´) en de corona (kroužek, ˚).
Het Slowaakse alfabet luidt als volgt:
| Hoofdletter | Kleine letter | Naam           | Naam             | Uitspraak(IPA) |
| Hoofdletter | Kleine letter | Slowaaks       | IPA              | Uitspraak(IPA) |
| ----------- | ------------- | -------------- | ---------------- | -------------- |
| A           | a             | á              | a                | ɑ              |
| Á           | á             | dlouhé a       | dloɦɛː a         | a              |
| Ä           | ä             | prehlasované á | preɦlasɔʋaneː aː | ɛɐ             |
| B           | b             | bé             | bɛː              | b              |
| C           | c             | cé             | t͡sɛː             | t͡s             |
| Č           | č             | čé             | t͡ɕɛː             | t͡ɕ, t͡ʃ         |
| D           | d             | dé             | dɛː              | d              |
| Ď           | ď             | ďé             | ɟɛː              | ɟ              |
| Dz          | dz            | dzé            | d͡zɛː             | d͡z             |
| Dž          | dž            | džé            | d͡ʑɛː             | d͡ʑ, d͡ʒ         |
| E           | e             | é              | ɛː               | ɛ              |
| É           | é             | dlouhé e       | dloɦɛː ɛː        | ɛː             |
| F           | f             | ef             | ɛf               | f              |
| G           | g             | gé             | ɡɛː              | ɡ              |
| H           | h             | há             | ɦa               | ɦ              |
| CH          | ch            | chá            | χa               | χ, ʁ           |
| I           | i             | í              | i                | ɪ              |
| Í           | í             | dlouhé i       | dloɦɛː i         | i              |
| J           | j             | jé             | jɛː              | j              |
| K           | k             | ká             | ka               | k              |
| L           | l             | el             | ɛl               | l              |
| Ĺ           | ĺ             | dlouhé el      | dloɦɛː ɛl        | l̩ː             |
| Ľ           | ľ             | eľ             | eʎ               | ʎ              |
| M           | m             | em             | ɛm               | m              |
| N           | n             | en             | ɛn               | n              |
| Ň           | ň             | eň             | ɛɲ               | ɲ              |
| O           | o             | ó              | o                | ɔ              |
| Ó           | ó             | dlouhé o       | dloɦɛː o         | o              |
| Ô           | ô             | ô              | ʊɔ               | ʊɔ             |
| P           | p             | pé             | pɛː              | p              |
| Q           | q             | quvé           | kʋɛː             | k              |
| R           | r             | er             | ɛɺ               | ɺ              |
| Ŕ           | ŕ             | dlouhé er      | dloɦɛː ɛɺ        | ɺ̩ː             |
| S           | s             | es             | ɛs               | s              |
| Š           | š             | eš             | ɛʂ               | ʂ, ʃ           |
| T           | t             | té             | tɛː              | t              |
| Ť           | ť             | ťé             | cɛː              | c              |
| U           | u             | u              | u                | ʏ              |
| Ú           | ú             | u s čárkou     | us t͡ɕɐrkoʊ       | y              |
| V           | v             | vé             | ʋɛː              | ʋ              |
| W           | w             | dvojité v      | -                | ʋ              |
| X           | x             | ix             | ɪks              | ks             |
| Y           | y             | ypsilon        | ɪpsilɔn          | ɪ              |
| Ý           | ý             | dlouhé y       | dloɦɛː ɪpsilɔn   | i              |
| Z           | z             | zet            | zɛt              | z              |
| Ž           | ž             | žet            | ʐɛt              | ʐ, ʒ           |

De letters Q, X en W worden alleen in vreemde woorden en leenwoorden gebruikt en komen weinig tot zeer weinig voor.
De letters l en r kunnen ook als klinkers fungeren, wat kan leiden tot een zin als "strč prst skrz krk" (steek je vinger door je keel).

## Verspreiding
Het Slowaaks was volgens de laatste officiële volkstelling van 2021 de moedertaal van 4.456.102 van de 5.449.270 inwoners van Slowakije, oftewel 81,77% van de totale bevolking. In alle Regio's van Slowakije vormen de sprekers van het Slowaaks een meerderheid, maar het aandeel varieert van minimaal 68,28% in Nitra tot maximaal 94,57% in Žilina. In de hoofdstad Bratislava werd het Slowaaks door 403.043 (van de 475.503) personen gesproken, oftewel 84,76% van de bevolking. In het zuiden van het huidige Slowakije ligt een deel van het Hongaars taalgebied; in veel gemeenten vormen de sprekers van het Slowaaks een minderheid. Daarnaast ligt in het noorden van het huidige Slowakije een Roetheens taalgebied, ook hier vormen sprekers van het Slowaaks in sommige gemeenten een minderheid.
Het Slowaaks wordt ook gesproken in delen van Slavonië (een regio in Kroatië), Hongarije, Oekraïne en Servië (Vojvodina). Er zijn ook veel immigranten in o.a. de Verenigde Staten en Canada.
De Slowaakse minderheden in het Karpatenbekken ontstonden in de 17e eeuw toen veel Slowaken als kolonisten werden uitgenodigd zich te vestigen in het zuiden van het toenmalige Hongarije.

## Geschiedenis
Het Slowaaks ontstond in de tiende eeuw na de val van het Groot-Moravische Rijk. Het was eeuwenlang een verzameling ongeschreven dialecten; schrijftalen waren Latijn, Hongaars, Duits en later ook Tsjechisch. Na enige pogingen hiertoe in de zestiende eeuw introduceerde Anton Bernolák in 1787 een Slowaakse schrijftaal, gebaseerd op westelijke dialecten. De huidige schrijftaal werd in de jaren 1840 gelanceerd door Ľudovít Štúr en is gebaseerd op het centrale dialect.

## Naamvallen
In het Slowaaks zijn er 6 naamvallen:
1. nominatief
2. genitief
3. datief
4. accusatief
5. locatief
6. instrumentalis